# Ambo (film)
Ambo è un film commedia italiano, del 2014, diretto da Pierluigi Di Lallo.

## Trama
In Abruzzo, ad Atessa, la famiglia di Giulio, Veronica e del piccolo Marzio vive felice. Il padre Giulio è un uomo di campagna, che si confida spesso con i suoi amici di campagna di Piazzano, e con il padre Nando, che fa il parrucchiere, uomo dalla parlantina facile. Giulio è amico anche dell'assessore comunale di Atessa, Cesario, con cui spesso va ad organizzare delle partite di calcio assieme alla famiglia e a Nando a San Vito Chietino e Fossacesia, per poi consumare buffet sui trabocchi. Giulio dopo varie analisi scopre di essere sempre stato sterile per cui Marzio non è suo figlio, a questo punto pieno di rabbia cerca di scoprire il vero padre e dopo vari e inutili tentativi si allontana dal tetto coniugale. I suoi amici adesso devono fare in modo che la famiglia si riunisca e torni ad essere felice, ma sarà Giulio stesso, dopo avere ricevuto il test del DNA e averlo strappato senza leggerlo, a decidere di tornare da quello che, avendo cresciuto, sente come il proprio vero figlio.

## Produzione
Il film, prodotto dalla Angelina Vision di Roma, è stato girato quasi interamente in Abruzzo, nella provincia di Chieti, nelle città di Atessa, Chieti, Rocca San Giovanni, San Vito Chietino e Fossacesia. Alcune riprese, per esigenze sceniche, sono state effettuate, tra il 7 e il 10 agosto 2014, sul lago di Bracciano a Trevignano Romano.

## Distribuzione
Il film esce nelle sale italiane il 4 dicembre 2014, distribuito dalla Microcinema.

## Colonna sonora
La canzone che accompagna il film è il singolo Se tu fossi qui di Noemi, pubblicato il 3 ottobre 2014.